# マッケイ三次曲線
ユークリッド幾何学において、マッケイ三次曲線（まっけいさんじきょくせん、英:McCay cubic, M'Cay cubic ,Griffiths cubic）とは、三角形に関する三次曲線の一つである。グリフィス三次曲線とも呼ばれる。 Bernard Gibertの「Catalogue of Triangle Cubics」ではK003として登録されている。

## 定義

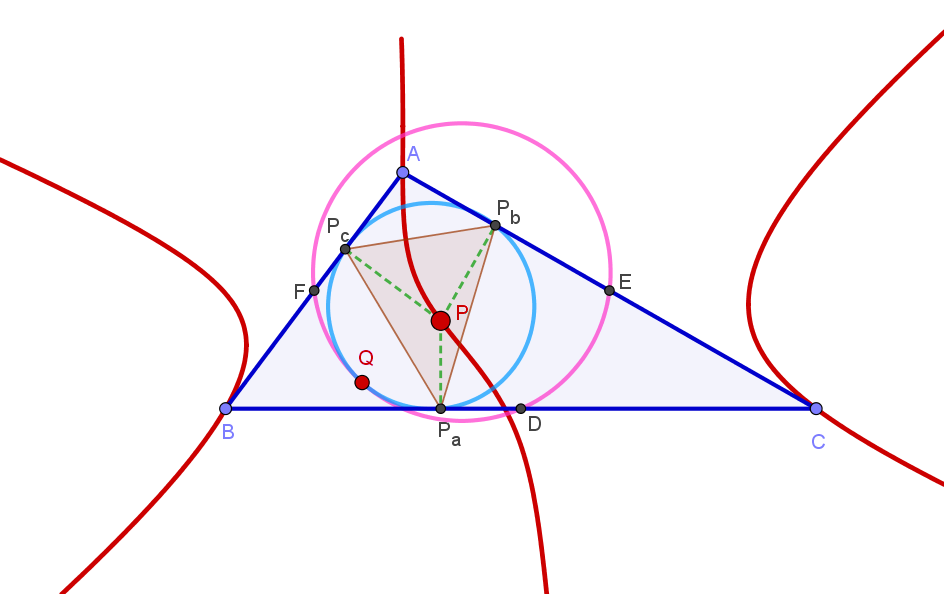
基準三角形△ABC
△ABCの九点円
Pの垂足三角形
Pの垂足円（垂足三角形の外接円）
マッケイ三次曲線:垂足円と九点円が接するときのP の軌跡

マッケイ三次曲線はいくつかの軌跡として定義される。
- 垂足円と九点円が接するような点Pの軌跡[4]
- 点PとPの等角共役点と外心が共線である点の軌跡
- 擬調和三角形DEFと元の三角形ABCについてAB⊥FP,BC⊥DP,CA⊥EPとなるような（対垂であるような）点Pの軌跡
- 外心を通る直線と、その直線上の点の等角共役点の軌跡が成す外接円錐双曲線の交点（フォントネー点,Fontene points）の軌跡[5]

などがある。

## 方程式
マッケイ三次曲線は重心座標 {\displaystyle x:y:z} を用いて下の式で表される。
{\displaystyle \sum _{\text{cyclic}}(a^{2}(b^{2}+c^{2}-a^{2})x(c^{2}y^{2}-b^{2}z^{2}))=0.}
三線座標{\displaystyle \alpha :\beta :\gamma }では以下のように表される。
{\displaystyle \alpha (\beta ^{2}-\gamma ^{2})\cos A+\beta (\gamma ^{2}-\alpha ^{2})\cos B+\gamma (\alpha ^{2}-\beta ^{2})\cos C=0}

## 三次曲線上の点
マッケイ三次曲線は以下の点を通る。
- 内心と傍心
- 外心
- 垂心
- 垂心の外心チェバ共役点X1075
- X1075の等角共役点X3362
- ジェルゴンヌ三角形の垂心X65の、垂心チェバ共役点X225のミモザ変換（Mimoza transform,内心の、点Xと垂心の三線座標の積で表される点でのチェバ共役点）X1745
- X1745の等角共役点X13855

## 漸近線

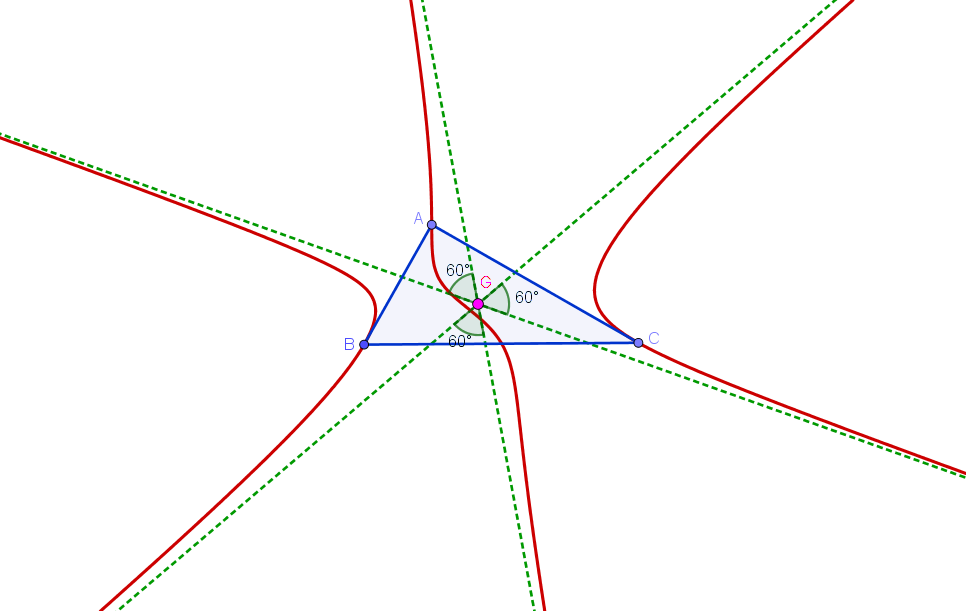
マッケイ三次曲線の3つの漸近線

Stelloid（不正規双曲線）とは3つの漸近線の成す角が60°である三次曲線を指す。マッケイ三次曲線はStelloidで、漸近線の交点は重心である。マッケイ三次曲線の漸近線と漸近線が平行でまた、有限個の点で交わり、circum-stelloid（3つの頂点を通るStelloid）である三次曲線は、McCay stelloidと呼ばれる。漸近線の交点はStelloidのradial centerと呼ばれる。 有限個のradial centerが与えられたとき、McCay Stelloidはただ一つに決まる。

## 関連
- フォイエルバッハの定理
- 第三フォントネーの定理
- 三角形の三次曲線